# Unha
L’Unha (in coreano: 은하?, 銀河?, eunhaLR; "galassia") è un lanciatore spaziale non riutilizzabile nordcoreano derivato dal missile balistico a lungo raggio Taepodong-2.

## Storia
Il primo tentativo di lancio orbitale della Corea del Nord è avvenuto il 31 agosto 1998 con un razzo Paektusan-1 e non ha avuto successo. Il lanciatore utilizzato derivava dal missile Taepodong-1 ed era composto da tre stadi: il terzo a combustibile solido, il secondo derivato dal missile sovietico Scud ed il primo stadio basato sul missile Rodong-1. Il Rodong-1 era un missile balistico a medio raggio sviluppato dalla Corea del Nord e pensato per essere una versione più grande del missile Scud. Il Taepodong-1 era alto 22,5 metri, misurava 1,8 metri di diametro e pesava circa 21 tonnellate.
Il vettore successivo, chiamato Unha-1, si pensa che sia un vettore a due stadi derivato dal missile balistico nordcoreano Taepodong-2. Il nuovo grande primo stadio del Taepodong-2 si pensa che sia alimentato da quattro motori, ognuno dei quali alimentava il primo stadio del precedente Taepodong-1. I quattro motori possono produrre una spinta di decollo di 1 100 kN, sufficienti per far sollevare rapidamente il lanciatore di 78 tonnellate. Unha-1 fu lanciato per la prima volta nel 2006 ma senza successo. Il lanciatore, che si ritiene abbia tentato un volo suborbitale, ha smesso di funzionare dopo 40 secondi.  
Una nuova versione a tre stadi, chiamata Unha-2, è stata lanciata nell'aprile 2009. Secondo i dirigenti nordcoreani il lancio avrebbe avuto successo ma secondo esperti occidentali il carico utile ha fallito l'entrata in orbita. Secondo dei rapporti giapponesi, il secondo stadio precipitò nell'oceano Pacifico approssimativamente a 3 200 chilometri dal luogo di lancio.
La versione successiva, chiamata Unha-3 e utilizzata dal 2012, si presenta esternamente identica al razzo Unha-2 ad eccezione del terzo stadio, che appare leggermente più allungato. Questa versione ha avuto successo ed è riuscita ad inserire in orbita un satellite.

## Specifiche
A causa della segretezza del programma di missili balistici della Corea del Nord, i dettagli tecnici noti sono scarsi. Secondo molti analisti, il primo stadio dell'Unha è formato da quattro Rodong-1, che a loro volta sono versioni ingrandite dello Scud.  Il secondo stadio dovrebbe essere basato sulla tecnologia del SS-N-6, che la Corea del Nord ha acquisito. Il terzo ed ultimo stadio potrebbe essere identico al secondo stadio del vettore iraniano Safir, che è spinto da due piccoli motori cardanici. La Corea del Nord non ha probabilmente ancora sviluppato una testata nucleare abbastanza piccola per essere installata sui suoi missili balistici.
Alcune recenti immagini satellitari della stazione di lancio di Sohae mostrano una torre di lancio ingrandita in costruzione nella quale è visible una versione ingrandita, chiamata Unha-X, che potrebbe essere in fase di sviluppo, insieme a un poster di propaganda nordcoreano che mostra un tale veicolo.

## Lanci
Il 24 febbraio 2009 la Corea del Nord ha annunciato che un razzo Unha sarebbe stato utilizzato per lanciare il satellite Kwangmyŏngsŏng-2. Secondo il governo della Corea del Sud, il lancio ha avuto luogo il 5 aprile dalla base di lancio di Tonghae. Diversi paesi, tra cui la Corea del Sud, gli Stati Uniti e il Giappone, hanno espresso la preoccupazione che il lancio potesse violare la risoluzione 1718 del Consiglio di sicurezza dell'Organizzazione delle Nazioni Unite che vieta alla Corea del Nord di testare missili balistici. Anche la Russia ha annunciato che ha esortato la Corea del Nord ad astenersi dal suo lancio previsto.
Il 5 aprile 2009, intorno alle ore 2.30 UTC, è avvenuto il lancio dell'Unha-2. Il Comando settentrionale degli Stati Uniti ha dichiarato che il primo stadio del vettore è caduto nel Mar del Giappone, mentre gli altri stadi assieme al carico utile sono precipitati nell'oceano Pacifico senza che alcunché entrasse in orbita. In seguito le analisi hanno indicato che il razzo cadde 3 850 km dal sito di lancio e che il secondo stadio ha funzionato correttamente ma il terzo non è riuscito a separarsi. La Corea del Nord invece sostenne che il lanciatore è riuscito a portare il suo carico in orbita.
Il 12 dicembre 2012 alle ore 0.49 UTC è stato lanciato il vettore Unha-3. Il Comando settentrionale degli Stati Uniti ha dichiarato che il primo stadio del razzo è precipitato nel Mar Giallo e i detriti del secondo nel Mare delle Filippine e ha confermato che un oggetto era entrato in orbita.
| Designazione | Data             | Sito di lancio | Carico                   | Esito                                                    |
| ------------ | ---------------- | -------------- | ------------------------ | -------------------------------------------------------- |
| Unha-1       | 4 luglio 2006    | Kittaeryŏng    | ?                        | Lancio fallito                                           |
| Unha-2       | 5 aprile 2009    | Tonghae        | Kwangmyŏngsŏng-2         | Lancio fallito, carico distrutto.                        |
| Unha-3       | 13 aprile 2012   | Sohae          | Kwangmyŏngsŏng-3         | Lancio fallito, carico distrutto.                        |
| Unha-3       | 12 dicembre 2012 | Sohae          | Kwangmyŏngsŏng-3 Unità 2 | Lancio avvenuto con successo, carico inserito in orbita. |
| Unha-3       | 7 febbraio 2016  | Sohae          | Kwangmyŏngsŏng-4         | Lancio avvenuto con successo, carico inserito in orbita. |